# NGC 4610
NGC 4610 (NGC 4470) je spiralna galaktika u zviježđu Djevici. Naknadno je utvrđeno da je NGC 4470 ista galaktika.

## Vanjske poveznice
- (engl.) SEDS: NGC 4610
- (engl.) Revidirani Novi opći katalog
- (engl.) Izvangalaktička baza podataka NASA-e i IPAC-a
- (engl.) Astronomska baza podataka SIMBAD
- (engl.) VizieR